# Unió Mundial de Cecs
La Unió Mundial de Cecs (UMC) -en anglès, World Blind Union (WBU); en francès, Union Mondiale des Aveugles (UMA)- és una organització internacional que, a través de 190 països membres, representa 285 milions de persones cegues i amb discapacitat visual.
Amb seu a Toronto, Canadà, l'organització va ser creada el 1984, fruit de la unió de la Federació Internacional de Cecs (FIC) i el Consell Mundial per a la Promoció Social dels Cecs (CMPSC).